# 최태희
알겠습니다. 제공해주신 템플릿과 참고 내용을 바탕으로 정보상자를 채워보겠습니다.

## 생애
1993년 1월 19일 서울 출생으로 국민의힘 청년 정치인이다.

## 학력
- 청담초등학교 졸업
- 청담중학교 중퇴 후 유학
- 미국 노트르담 고등학교 졸업
- 미국 뉴욕대학교 경영학 학과 졸업
- 동국대학교 일반대학원 북한학과 수료

## 경력
- 2012년 7월 ~ 2014년 4월: 대한민국 육군 1101공병단 병장 만기전역
- 2017 12월 ~ 2021년 2월: RedLock Solution LLC 공동 창업자 및 CFO
- 2020년 9월: 민주평화통일자문회의 자문위원
- 2020년 9월 ~ 2021년 11월: 대한민국 국회 태영호 의원실 비서
- 2021년 3월 ~ 2021년 4월: 2021 재보궐 선거 국민의힘 오세훈 서울특별시장 선거 캠프 공보팀장
- 2022년 1월: 제20대 대통령선거 국민의힘 중앙선거대책위원회 공정방송실천단
- 2022년 1월: 제 20대 대통령선거 중앙선거대책본부 청년본부 청년통합특보단 수석총괄부단장
- 청년의꿈 TV홍카콜라 부대표 겸 총괄이사

## 수상
- 2014년 키리졸브 군 최고 통역상 수상 (공병 대표)